# Erckens-Kapelle

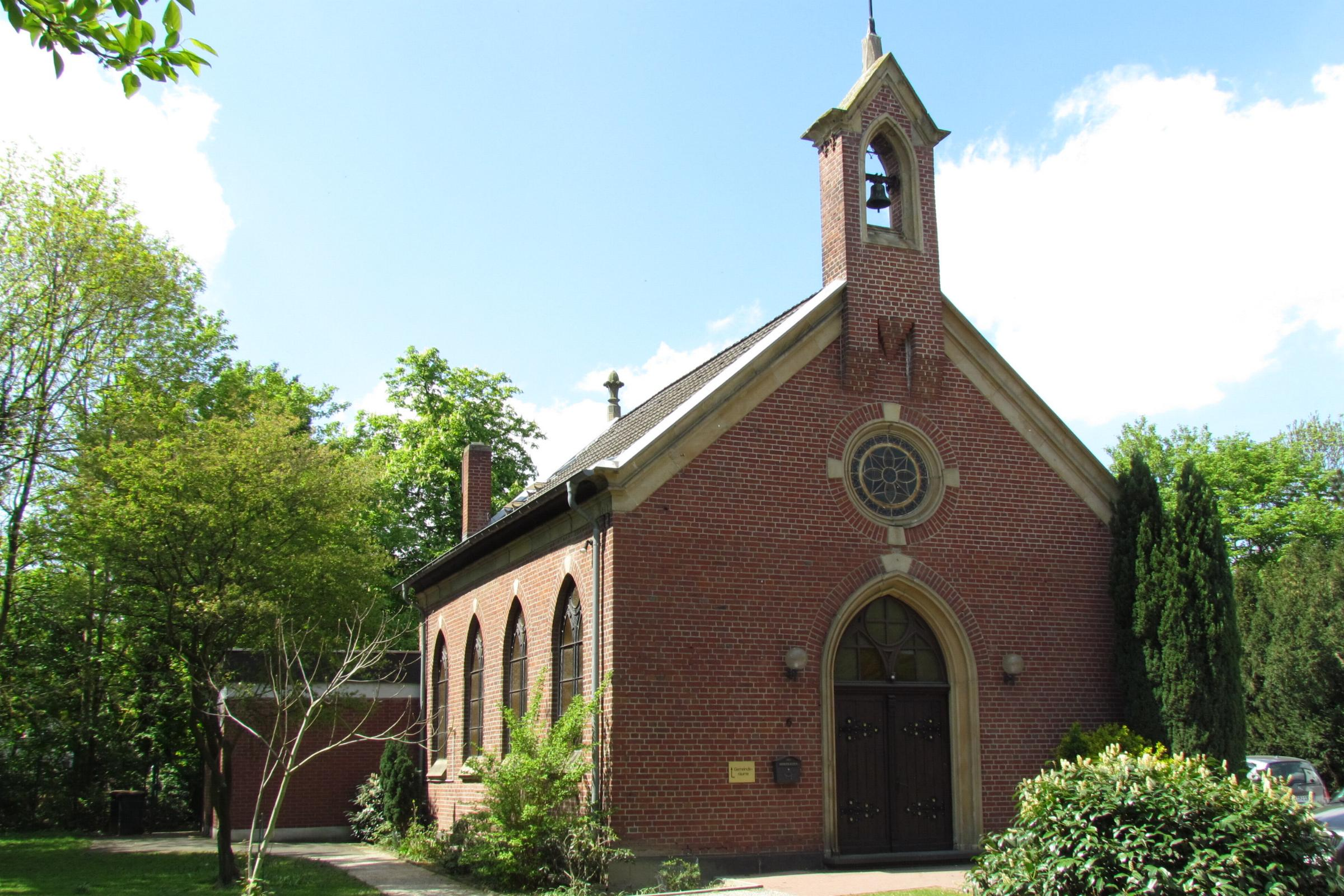
Erckens-Kapelle

Die Erckens-Kapelle in Grevenbroich ist ein Gotteshaus der Freien Christengemeinde Grevenbroich. Sie wurde 1888  im Auftrag des Tuchfabrikanten Oskar Erckens und nach Plänen des Architekten Hermann Otto Pflaume im heutigen Stadtpark erbaut und der evangelischen Gemeinde für kirchliche Zwecke überlassen. Als Baudenkmal Nr. 135 der Stadt Grevenbroich steht sie seit 1985 unter Denkmalschutz.

## Geschichte
Nachdem die wenigen Protestanten in Grevenbroich erst im Jahre 1801 das Recht der Religionsfreiheit erhalten hatten, wuchs die Zahl der evangelischen Christen auch infolge der Industrialisierung durch Zuzug stark an. Weil jedoch in der Kreisstadt kein evangelisches Gotteshaus vorhanden war, richtete 1880 Oskar Erckens, Protestant und Geschäftsmann sowie Direktor der Tuchfabrik Erckens in Aachen, in der von seinem Sohn betriebenen Tuchfabrik in Grevenbroich zunächst eine provisorische Gebetsstätte gegenüber seiner Villa Erckens ein. Anlässlich einer Ferienfahrt in die Tessiner Alpen entdeckte Erckens im schweizerischen Ort Thun eine Kapelle, die ihm imponierte. Zu Hause angekommen ließ er nach deren Vorbild die Kapelle in Grevenbroich im heutigen Stadtpark als einschiffigen Saalbau errichten. Die glatte Fassade wurde mit Spitzbogenfenstern ausgestattet, das Portal mit Sandsteinumrahmungen eingefasst und das Satteldach mit einem Dachreiter ausgestattet. Die Erckens-Kapelle wurde 1888 als erstes evangelisches Gotteshaus in der Stadt fertiggestellt und eingeweiht und der im gleichen Jahr gegründeten protestantischen Gemeinde übergeben.
Nach dem Zweiten Weltkrieg wuchs die Gemeinde durch Flüchtlinge und Zuwanderer so stark an, dass die kleine Kapelle nicht mehr genug Platz bot. Daraufhin erfolgte 1958 der Bau der evangelischen Christuskirche im Stadtzentrum. Die Erckens-Kapelle diente fortan nur noch sporadisch für Schulgottesdienste und Hochzeiten. Als sich zeigte, dass kostspielige Reparatur- und Instandsetzungsarbeiten an Dach und Orgel notwendig wurden, wurde der Betrieb der Kapelle eingestellt und sie drohte zu verfallen. Nachdem langwierige Verkaufsverhandlungen mit der evangelischen Kirche und anderen religiösen Gemeinschaften sowie mit der Stadt, die ein Museum aus der Kapelle machen wollte, zunächst gescheitert waren, erwarb 1972 die neu gegründete Freie Christengemeinde Grevenbroich e. V. 1972 die Kapelle von der Erbengemeinschaft Erckens und ließ sie gemäß dem Wunsch ihres Gründers, dass diese Stätte immer ein Gotteshaus bleiben sollte, sanieren und reaktivieren. Sie setzte das Gebäude instand, installierte eine Fußbodenheizung, entfernte die Orgel bis auf die Pfeifen und ließ einen Anbau für Gemeindeaktivitäten errichten. Seitdem steht die Kapelle wieder für regelmäßige sonntägliche Gottesdienste und für Trauungen zur Verfügung und bietet in den Nebenräumen Möglichkeiten unter anderem für eine Krabbelgruppe und für Seniorentreffs sowie für Gebets- und Bibelstunden an. 1985 erfolgte die Aufnahme der Kapelle in die Denkmalschutzliste der Stadt Grevenbroich.